# Ayuntamiento de Bruselas
El Ayuntamiento de Bruselas (en francés: Hôtel de Ville; en neerlandés: Stadhuis) es un edificio medieval de estilo gótico brabantino, situado en la Grand Place, en la ciudad de Bruselas (Bélgica).

## Historia
Este edificio se encuadra dentro la arquitectura civil del siglo XV. Durante este siglo tanto Bélgica como Holanda gozaron de una fuerte prosperidad económica que explica la suntuosidad de sus edificios civiles, tanto ayuntamientos como lonjas comerciales y edificios de viviendas. La existencia de una burguesía poderosa, agrupada en gremios de artesanos que accedieron al gobierno de las ciudades flamencas, empujó la edificación de notables palacios municipales en las ciudades, que constituyen los más destacados en la Europa de la época. El ayuntamiento de Bruselas supone un magnífico ejemplo de estos edificios junto a los también muy destacados Ayuntamiento de Brujas y Lovaina. La estructura suele ser común a todos ellos: un magno edificio de varios pisos de altura, con una planta baja de carácter porticado que servía como sede del mercado, una fachada larga y una torre campanario para advertir a la ciudadanía de cualquier peligro.
La parte más antigua del ayuntamiento de Bruselas es su ala este, construida entre 1402 y 1420, realizada bajo la dirección del arquitecto Jacob van Thienen. Junto a esta ala formaba parte del conjunto un pequeño campanario. En 1444 se colocó la primera piedra de una ampliación, que incorporó una segunda ala, más corta que la anterior, que fue diseñada por el arquitecto Guillaume de Voghel, que en 1452 también construyó el Aula Magna.
En 1455 se sustituyó el antiguo campanario por una torre de 96 metros de alto, de estilo gótico brabantino, que surgió de los planes de Jan van Ruysbroek, el arquitecto de la corte de Felipe el Bueno. Tiene estructura cuadrada, pero por encima del tejado el cuerpo cuadrado de la torre se convierte en un pináculo de estructura octogonal profusamente calado. En lo alto de la torre se encuentra la estatua dorada de cinco metros del arcángel Miguel, patrón de la ciudad, que lo representa, matando a un dragón o diablo. La planta del conjunto presenta una forma asimétrica, probable consecuencia de la dispersa construcción del edificio y de las limitaciones de espacio.
La fachada se encuentra decorada con numerosas estatuas que representan a nobles, santos y figuras de carácter alegórico. Actualmente las esculturas originales se encuentran expuestas, en el museo de la ciudad en la misma Grand Place, que han sido sustituidas por copias en la fachada del edificio.
El bombardeo de Bruselas, en 1695, por el ejército francés, bajo el mando del duque de Villeroy, produjo bastantes destrozos en el inmueble. El fuego resultante asoló el interior del edificio, dejando a salvo las paredes exteriores y la torre, pero destruyó los archivos y las colecciones de arte. Fue pronto reconstruido, con la adición de dos alas traseras que transformó la estructura en forma de L en su configuración actual de forma trapezoidal, con un patio interior completado por Corneille Van Nerven en 1712. El interior gótico fue revisado por el arquitecto Víctor Jamar en 1868 en el estilo de su mentor, Viollet-le-Duc. Las salas han sido revestidas con tapices, pinturas y esculturas, que representan temas de gran importancia en la historia local y regional.

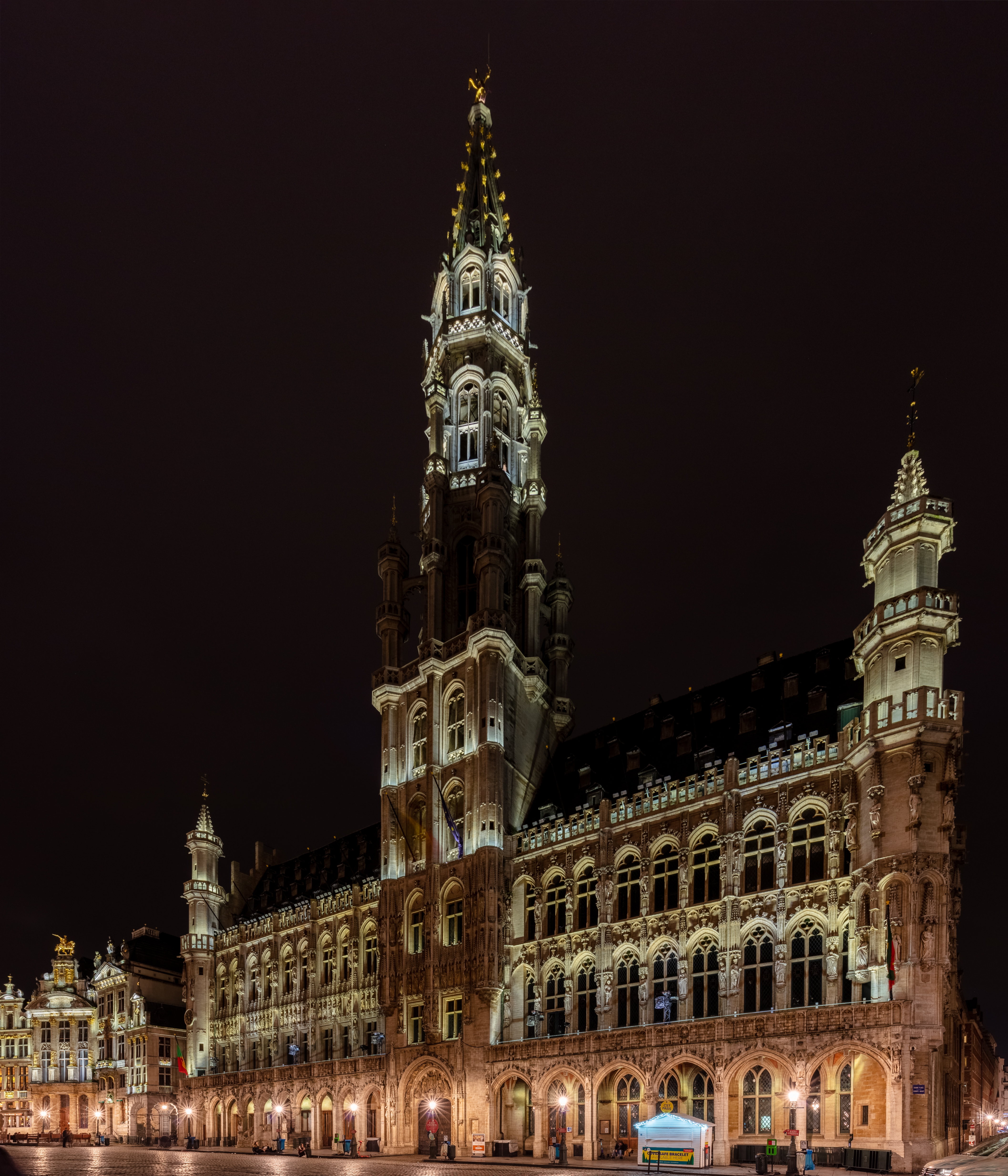
Vista nocturna.

A lo largo de su historia, el ayuntamiento ha dado cabida no solo a las autoridades municipales de la ciudad, sino que hasta 1795 también albergó los Estados de Brabante, y en 1830, durante Revolución belga, fue sede de un gobierno provisional.
Al inicio de la Primera Guerra Mundial, el ayuntamiento sirvió como hospital improvisado. El 20 de agosto de 1914, la ocupación de la Marina Imperial alemana llegó a la Grand-Place e izaron la bandera alemana al lado izquierdo del ayuntamiento.
Ha sido considerado monumento histórico desde el 9 de marzo de 1936.